# Kostel Narození Panny Marie (Dašice)
Kostel Narození Panny Marie je barokní stavba v Dašicích v Hrdličkově ulici. Byl postaven v letech 1677–1707 jako trojlodní chrám se dvěma menšími věžemi. Na místě stával starší kostel, o kterém je první písemná zmínka z roku 1349. Farní kostel je chráněn jako kulturní památka. 

## Popis kostela
Kostel Narození Panny Marie v Dašicích je trojlodní kostel bazilikálního typu, hlavní loď má rozměry 21,70×9,40 m, presbytář je polygonálně uzavřen a má rozměry 10,90×5,60 m, vedlejší lodě mají rozměry 13,90×4,20 m, jsou zaklenuty křížovou klenbou a do hlavní lodi otevřeny polokruhovými oblouky arkád. Sakristie má rozměry 6,90×5,90 m. Pětiosé průčelí člení vysoké pilastry s toskánskými hlavicemi po stranách střední osy postavené na koso. Boky kostela člení pilastry. Okna jsou podélná, zaklenutá polokruhem. Střecha kostela je valbová s taškovou krytinou.

## Vybavení kostela
Barokní hlavní oltář s obrazem Narození Panny Marie od chrudimského akademického malíře Josefa Papáčka pochází z roku 1854. Kolem oltáře jsou na konzolách dřevěné sochy sv. Jáchyma a Anny, Josefa a sv. Jana Nepomuckého o rozměrech 1,40×0,80 m. V hlavní kostelní lodi se vlevo nalézá barokní kazatelna s bohatým baldachýnem a tři postranní oltáře.
Oltář Nanebevzetí Panny Marie vpravo má obraz 1,50 m vysoký, 70 cm široký, z roku 1875, od malíře Františka Umlaufa z Kyšperka, řezba a štafírování od Ed. Harracha z Vysokého Mýta. Oltář sv. Anny s obrazem svaté Anny o rozměrech 0,70×0,80 m z roku 1785 byl pořízen nákladem manželů Františka a Anny Gabrielových z Dašic. Dřevořezby oltáře vyřezal pardubický řezbář Jakub Teplý. Sochy Krista a Panny Marie, 35 cm široké a 40 cm vysoké, jsou z počátku 20. století. Oltář sv. Jana Nepomuckého pochází z roku 1758 a je dílem chrudimského řezbáře Josefa Procházky.
V pravé postranní lodi je poboční barokní oltář se sochou Panny Marie. Pod chórem je umístěna jeskyně se sochou Panny Marie Lurdské. Na chóru je krásné, barokní vyřezávané zábradlí. V levé postranní lodi je oltář sv. Josefa s obrazem od malíře Ed. Neumanna z roku 1890 ve starém rámu o rozměrech 1,25×0,69 m.
V kostelní lodi se nalézá cínová křtitelnice z roku 1559 s polovypouklým obrazem Krista a sv. Petra o rozměrech 0,95 x 0,35 m. Uprostřed hlavní lodi kostela se nalézá hrobka faráře Jakuba Kohouta, zemřelého roku 1754, a v poboční pravé lodi hrobka bratra Áerverta z řádu Milosrdných z roku 1725.
V průčelí chrámu jsou výklenky pro sochy a dvě čtyřhranné věže, zakončené nízkými jehlany. Zvony jsou nové, nahrazující zvony zrekvírované během první světové války. Kolem kostela býval hřbitov. V kostele je uchovávána rorátní kniha z roku 1612. 

## Galerie

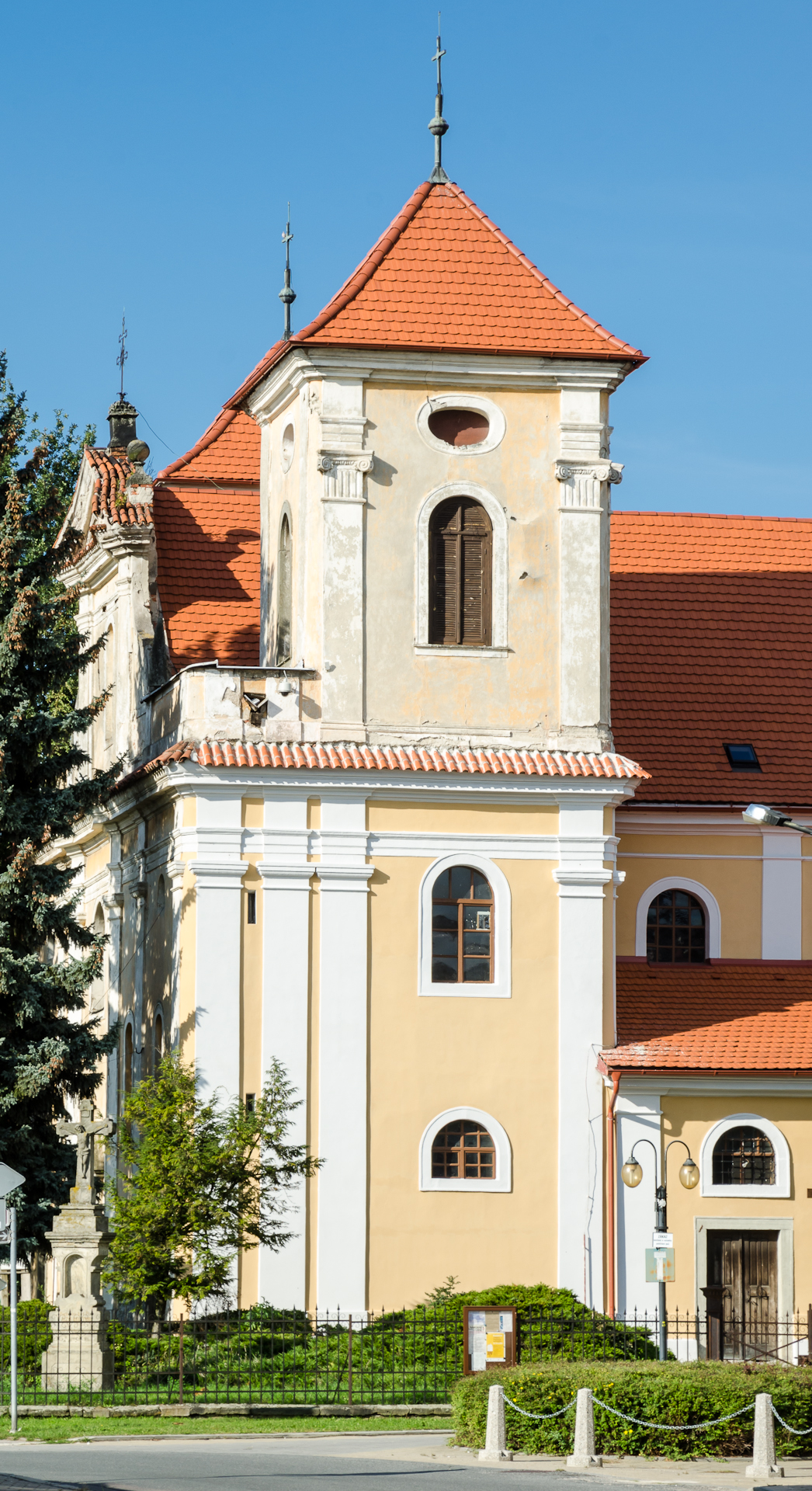
pohled na Kostel Narození Panny Marie v Dašicích
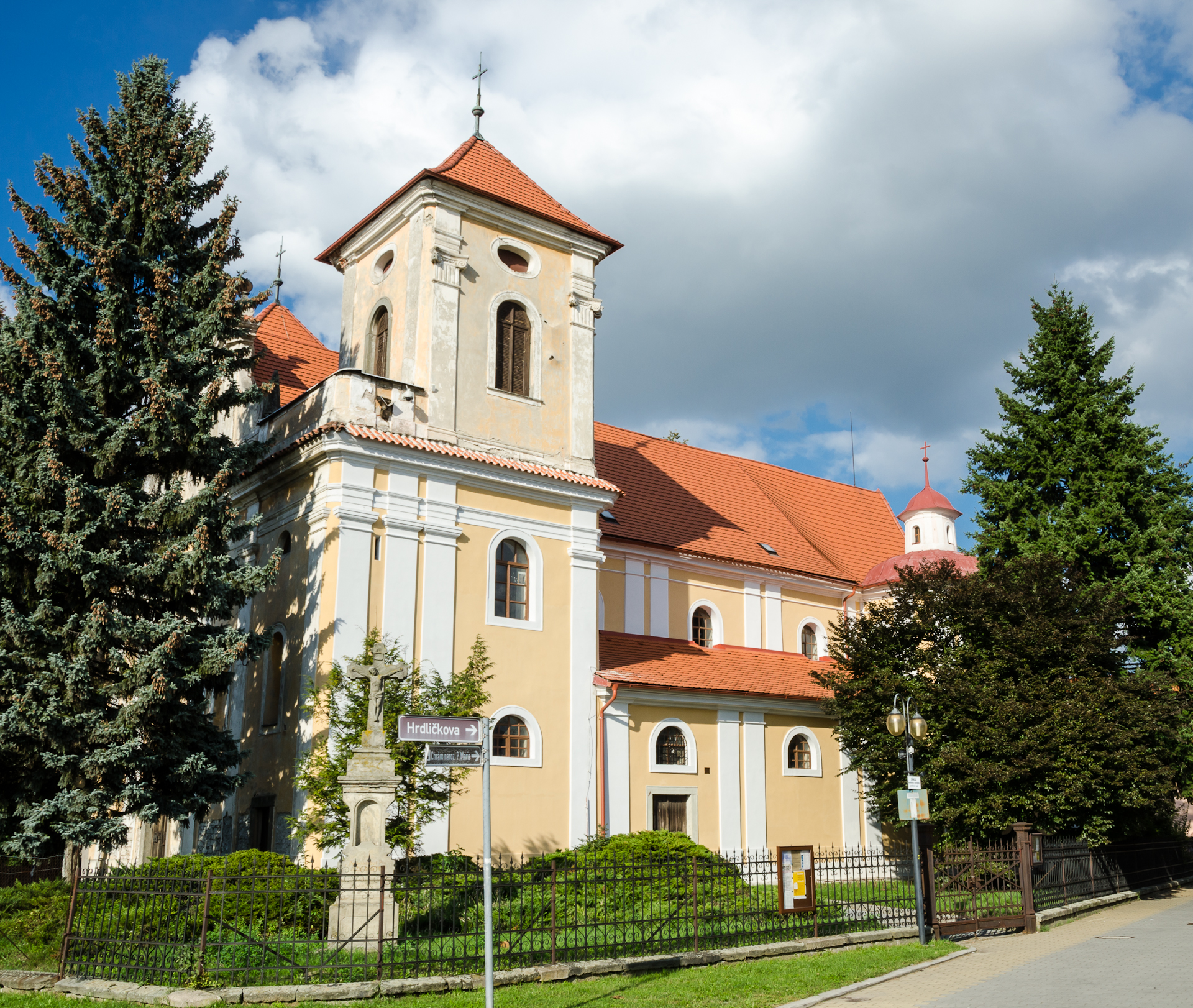
pohled na Kostel Narození Panny Marie v Dašicích